# Karosa ŠL 11
Karosa ŠL 11 (русск. [каро́са эш эл едена́цт]) — высокопольный пригородный автобус, производившийся компанией Karosa с 1963 по 1981 год. Пришёл на смену автобусу Škoda 706 RTO CAR. Вытеснен с конвейера моделью Karosa C 734. 

## Конструкция
Karosa ŠL 11 кардинально отличается от своего предшественника. Это двухосный автобус с кузовом полунесущей конструкции, с двигателем, расположенным под полом между осями (вместо передней оси), и оснащённый пневмоподвеской. Для входа и выхода имелись две двери (передняя и средняя — трёхстворчатые). Также был понижен уровень пола, что улучшало обзорность с места водителя. Так же, как и на 706 RTO CAR, на этой модели лобовое и заднее стёкла состояли из двух частей и были взаимозаменяемы.
ŠL 11 — это обычный пригородный автобус (Skoda L inkový — Шкода пригородный). Его длина около 11 метров (отсюда и цифра 11 в маркировке).
За время производства модель не раз усовершенствовалась (например, была установлена система централизованной смазки деталей шасси, вместо гофрированной обшивки бортов применили гладкую, также была улучшена система отопления салона и установлен более мощный двигатель).

## Производство
Первый опытный образец был построен в 1963 году. Другие прототипы были построены в 1966 году, однако испытания не были пройдены. Серийное производство было запущено в 1970 году и продолжалось до 1981 года, когда серию Š на конвейере сменила новая 700-я серия.

## Галерея

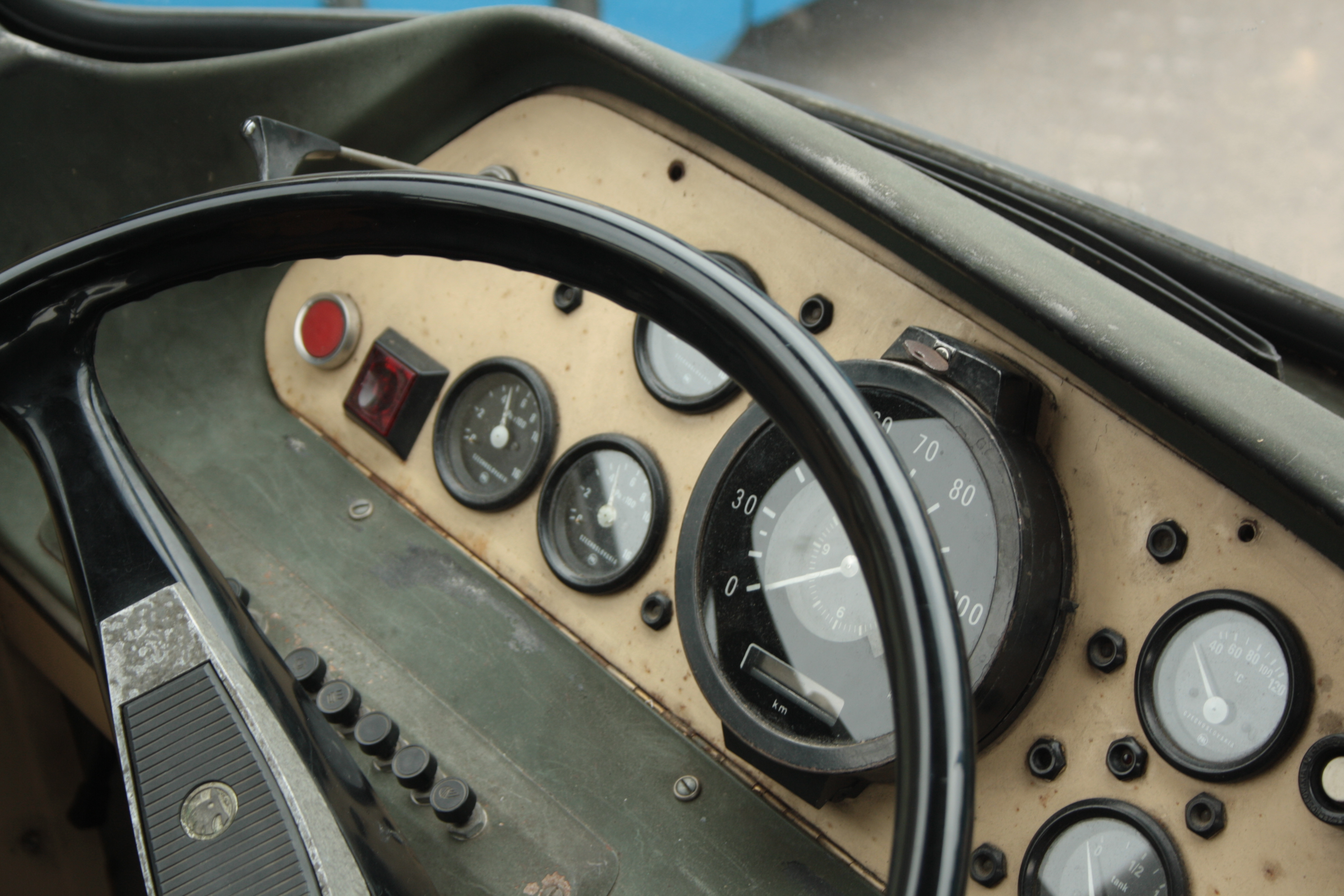
Приборная панель
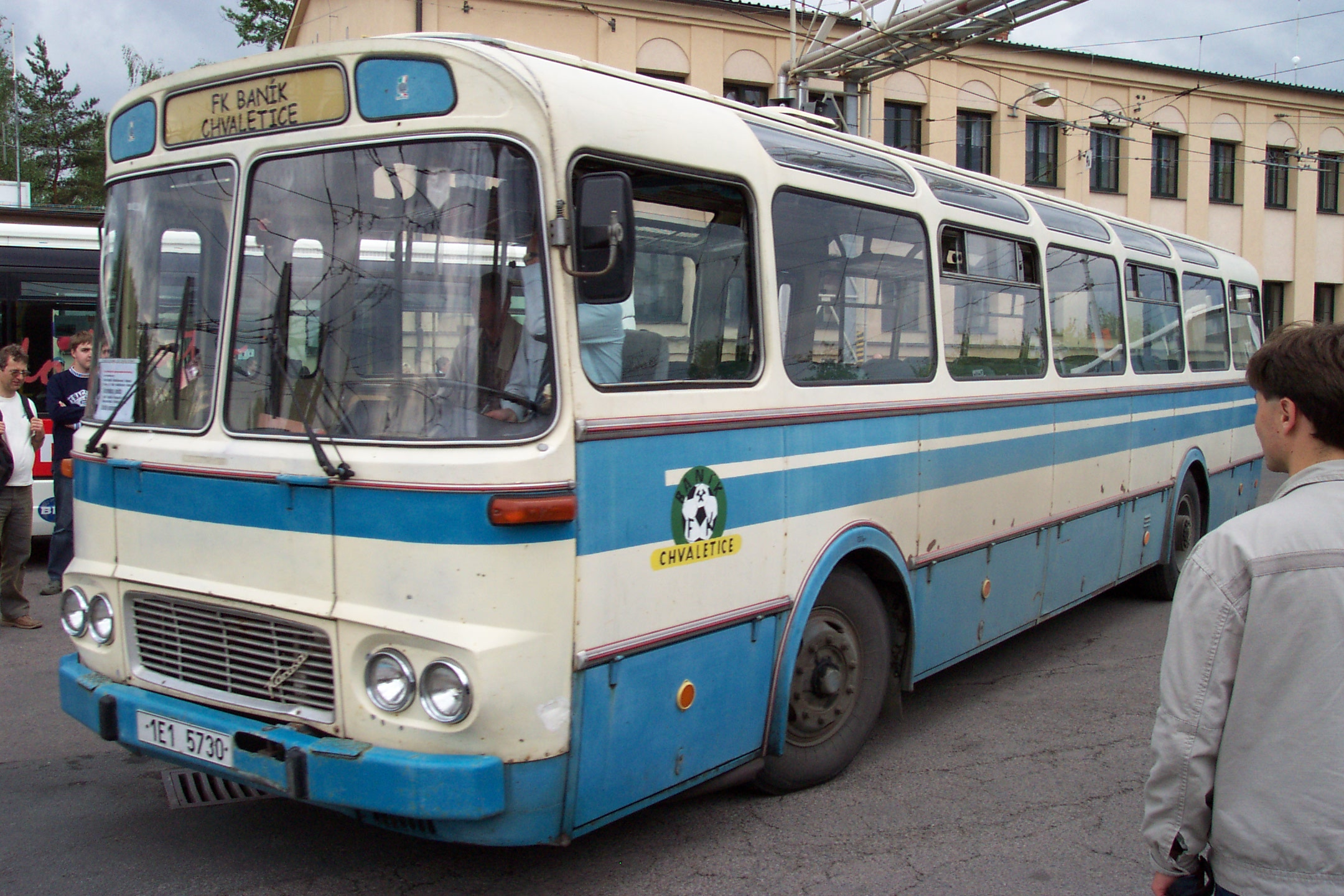
Автобус Karosa ŠL 11 на выставке, посвящённой 55-летию троллейбусов в Пардубице
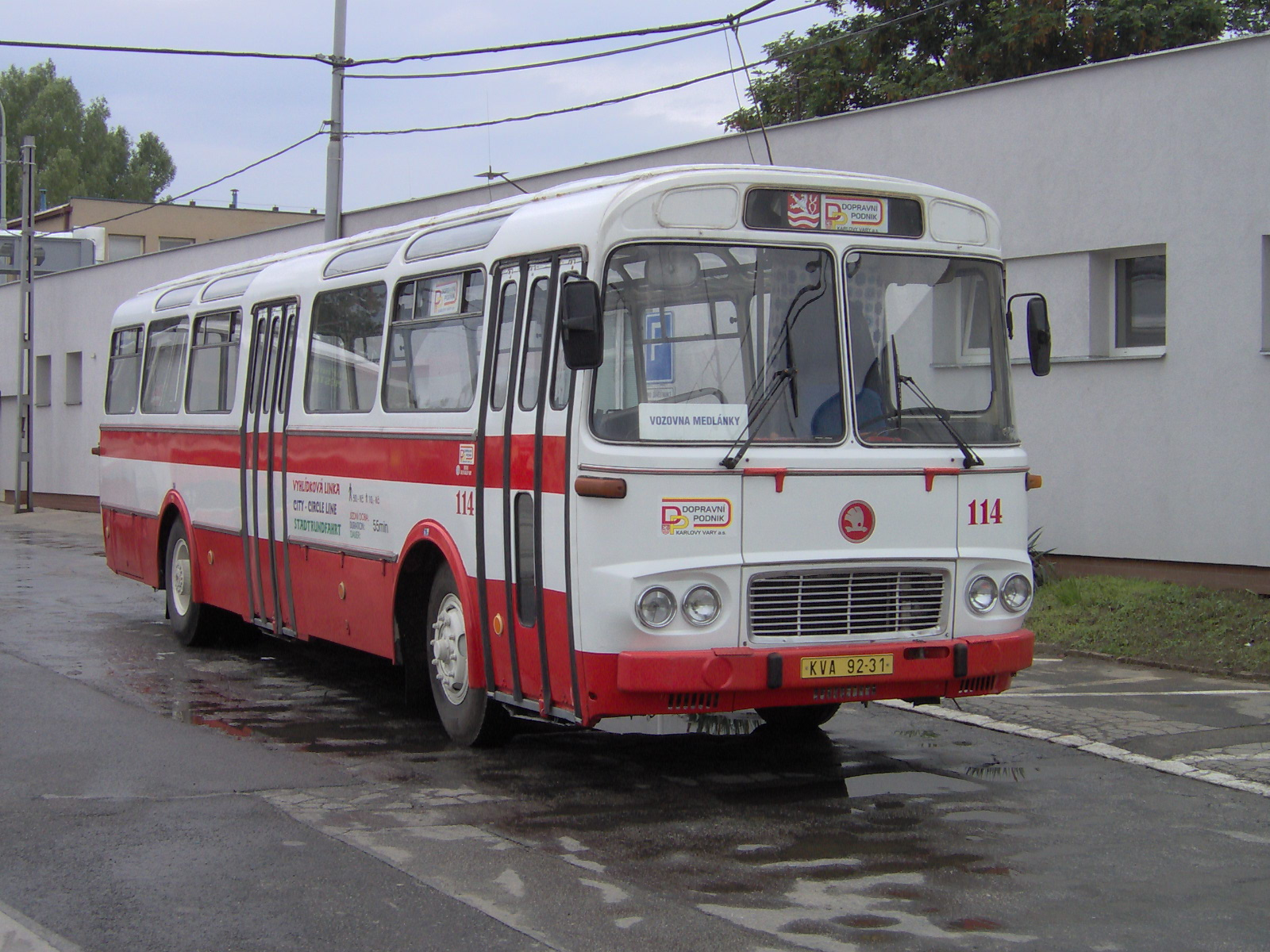
Исторический экземпляр